# 石谷章
石谷章（阿拉伯语：‎，羅馬化：Al-Ḥijr），音译希吉尔章，是古兰经的第15章（苏拉），共99节（阿亚）。
石谷章属于麦加篇章，启示于麦加时期。第80至84节记述了位于“石谷”（玛甸沙勒）的原住民（赛莫德人），并因而得名。该章部分内容出现在萨那抄本残卷中。